# Sauria
Sauria (z gr. sauros – "jaszczurka, jaszczur") – grupa zauropsydów z podgromady diapsydów.
Grupę tę wyróżnił w 1800 r. Alexandre Brongniart, uznając ją za jeden z czterech rzędów gadów; zaliczył do niej jaszczurki i krokodyle, w tamtym czasie uznawane za blisko spokrewnione. Brongniart nie nadał grupie nazwy łacińskiej, a jedynie francuską – Sauriens; łacińską nazwę "Sauria" zaproponował dla tej grupy James Macartney w 1802 r. Później do Sauria zaliczano też niektóre wymarłe grupy gadów; Richard Owen (1842) zaliczył do Sauria dinozaury.
Późniejsze badania wykazały, że krokodyle nie są najbliższymi żyjącymi krewnymi jaszczurek; jaszczurki okazały się bliżej spokrewnione z wężami i sfenodontami, a krokodyle – z ptakami. W związku z tym przestano zaliczać krokodyle do Sauria; razem z nimi wyłączono z tej grupy także dinozaury i szereg innych grup gadów. Ostatecznie więc do Sauria zaliczano tylko jaszczurki, a nazwa ta stała się synonimem łacińskiej nazwy jaszczurek – Lacertilia. Jaszczurki (nie obejmujące węży i amfisben, lecz obejmujące przodków obu tych grup) są jednak taksonem parafiletycznym i zgodnie z zasadami kladystyki nie powinny być wyróżniane. W niektórych nowszych klasyfikacjach, m.in. w klasyfikacji ITIS, jaszczurek już się nie wyróżnia – ani pod nazwą Lacertilia, ani pod nazwą Sauria.
W 1988 r. Jacques Gauthier, Arnold G. Kluge i Timothy Rowe zaproponowali pierwszą definicję filogenetyczną Sauria; zdefiniowali je jako klad obejmujący ostatniego wspólnego przodka archozaurów i lepidozaurów oraz wszystkich jego potomków. Ta definicja w większym stopniu nawiązuje do pierwotnego znaczenia nazwy Sauria (do której to grupy w XIX wieku zaliczano m.in. krokodyle i dinozaury) niż do jej późniejszego znaczenia jako wyłącznie synonimu Lacertilia. Tak definiowane Sauria są grupą koronną diapsydów i dzielą się na dwa siostrzane taksony monofiletyczne: Lepidosauromorpha i Archosauromorpha. Współcześnie żyjącymi przedstawicielami Sauria są należące do Archosauromorpha ptaki i krokodyle oraz należące do Lepidosauromorpha gady łuskonośne i sfenodonty. Niektóre badania sugerują, że do Sauria mogą należeć także żółwie, choć pozostaje przedmiotem sporów, czy w takim wypadku należałyby do Lepidosauromorpha czy też do Archosauromorpha. Inną definicję filogenetyczną Sauria zaproponowali w 1997 r. Michael deBraga i Olivier Rieppel, definiując Sauria jako klad obejmujący ostatniego wspólnego przodka grup Choristodera, Archosauromorpha i Lepidosauromorpha oraz wszystkich jego potomków. Nie jest pewne, czy tak definiowane Sauria obejmowałyby tylko klady Lepidosauromorpha i Archosauromorpha, niepewna jest bowiem pozycja filogenetyczna kladu Choristodera. Niektóre analizy kladystyczne sugerują, że należały one do archozauromorfów lub do lepidozauromorfów, inne jednak sugerują, że były one grupą siostrzaną do Sauria sensu Gauthier et al. 1988 (tj. Lepidosauromorpha + Archosauromorpha) lub nawet bazalnymi diapsydami siostrzanymi do kladu Neodiapsida sensu Laurin 1991 (tj. kladu obejmującego ostatniego wspólnego przodka Younginiformes i współcześnie żyjących diapsydów oraz wszystkich jego potomków).